# Pojezierze Żmudzkie

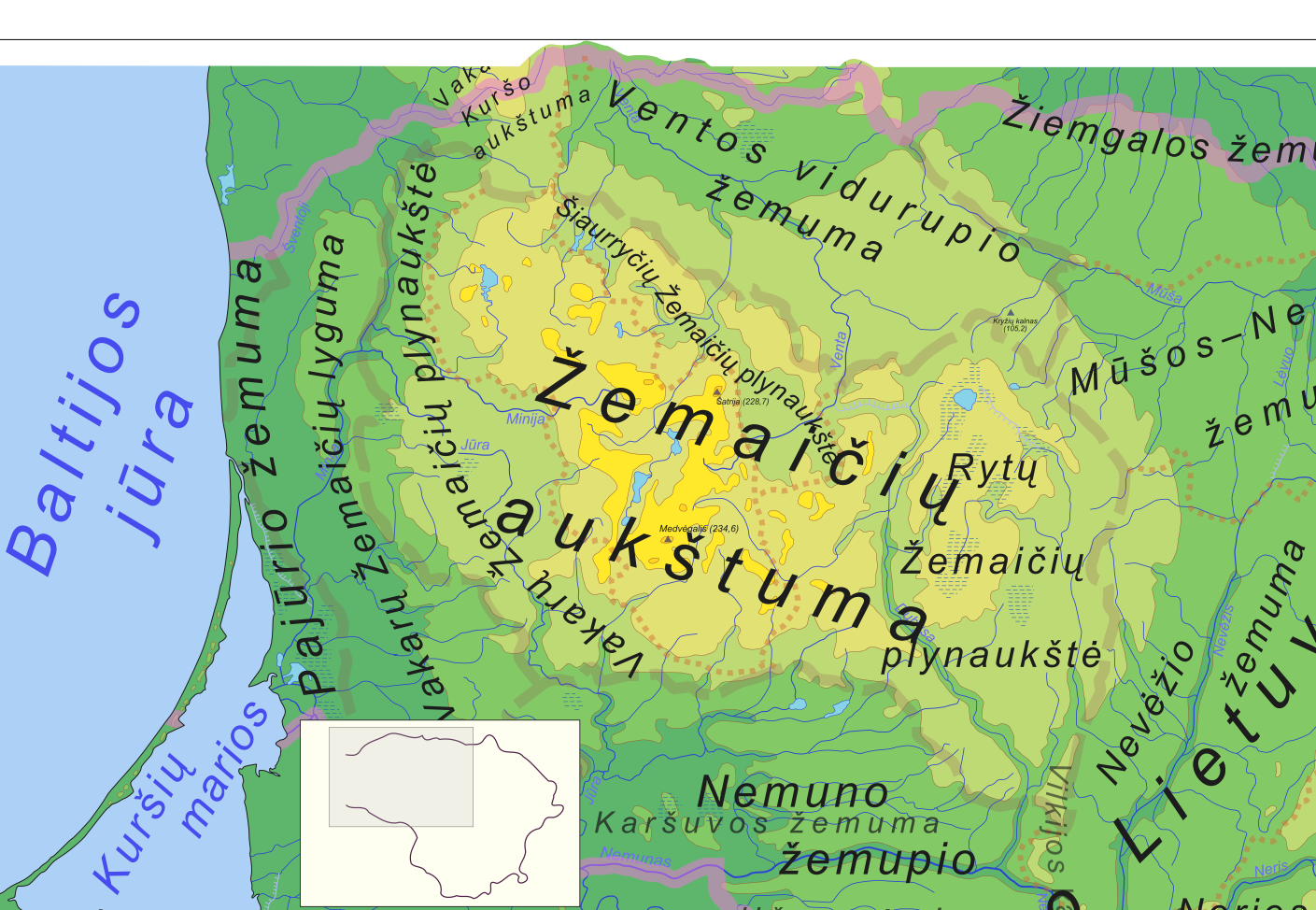
Mapa Pojezierza Żmudzkiego

Pojezierze Żmudzkie (lit. Žemaičių aukštuma) zwane również Wysoczyzną Żmudzką – wysoczyzna morenowa w zachodniej części Litwy, część Wysoczyzn Żmudzko-Kurońskich.
Wysoczyzna zbudowana jest z glin, piasków i margli. Średnia wysokość nad poziomem morza wynosi 119 metrów. Najwyższy punkt – góra Miedwegoła (Medvėgalis) wznosi się na wysokość 234,6 m n.p.m. Występuje wiele jezior pochodzenia lodowcowego i bagien. Pagórkowato-falista powierzchnia pokryta jest lasami świerkowymi, łąkami i pastwiskami oraz polami uprawnymi.